# Drottning Kristinas lind (Grönsö slott)
Drottning Kristinas lind i Grönsö slottspark, Enköpings kommun, är en parklind som planterades 1623 vid ett besök av änkedrottning Kristina, mor till Gustav II Adolf. Den är i dåligt skick och är liksom en annan lind i Uppland med samma namn mångstammig. Drottning Silvia planterade 2003 en ny lind, som är en genetisk kopia av den gamla.